# عبد الرحمن الغامدي (لاعب كرة قدم مواليد 1986)
عبد الرحمن الغامدي (مواليد 10 أغسطس 1986) هو لاعب كرة قدم سعودي .

## مسيرة اللاعب
لعب سابقاً مع أندية الرياض والشعلة و الكوكب والسلمية و الشرق.

## وصلات خارجية
- عبد الرحمن الغامدي (مواليد 1986) على موقع قاعدة بيانات كرة القدم.إي يو (الإنجليزية)
- عبد الرحمن الغامدي (مواليد 1986) على موقع كووورة